# Оллман, Эрик
Эрик Пол Оллман (англ. Eric Paul Allman, родился 2 сентября, 1955, Эль-Серрито) — американский программист, принимавший участие в разработке почтовой программы sendmail и её предшественницы delivermail в конце 1970 и начале 1980-х годов в Калифорнийском университете в Беркли.
В 1973 году поступил в Университет Калифорнии в Беркли, где со студенческих лет работал с операционной системой Unix, поскольку код Unix был доступен в Беркли, студенты и сотрудники вуза сделали много дополнений к коду AT&T, в числе таковых была программа Оллмана delivermail. В 1977 году получил степень бакалавра наук, в 1980 году — магистра. В 1981 году переработал deliverymail, выпустив программу sendmail, вскоре вставшую важной частью систем семейства BSD, а впоследствии — фактически основным MTA на Unix-системах.
В 1998 году основал компанию Sendmail со штаб-квартирой в Эмервиле с целью коммерциализации sendmail.
В 2006 году награждён призом технического фестиваля в Теллурайде.
Именем Оллмана назван один из стилей форматирования исходного кода программ, написанных на языках Си и C++ (называемый также «стилем BSD»).
Является открытым гомосексуалом, со времени магистратуры проживает в Беркли с сокурсником и разработчиком BSD Маршаллом Маккасиком.